# 408

## Събития
Хуните навлизат в Тракия.

## Починали
- 1 май – Аркадий, римски император на Изток
- 22 август – Стилихон, римски военачалник (екзекутиран)